# Colobopterus indagator
Colobopterus indagator är en skalbaggsart som beskrevs av Mannerheim 1849. Colobopterus indagator ingår i släktet Colobopterus och familjen Aphodiidae. Inga underarter finns listade i Catalogue of Life.